# Linselles
Linselles település Franciaországban, Nord megyében. Lakosainak száma 8177 fő (2022. január 1.). Linselles Wambrechies, Wervicq-Sud, Bondues, Bousbecque, Comines, Quesnoy-sur-Deûle és Roncq községekkel határos.

## Népesség
A település népességének változása:
| Lakosok száma | 8192 | 8342 | 8455 | 8371 | 8329 | 8275 | 8211 | 8192 | 8177 |
|               | 2013 | 2015 | 2016 | 2017 | 2018 | 2019 | 2020 | 2021 | 2022 |